# Maison des Tourelles (Nantes)
Pour les articles homonymes, voir Maison des Tourelles.
La maison des Tourelles est un ancien immeuble du quai de la Fosse à Nantes, en France. Bâti au milieu du XVIe siècle, reconstruit au milieu du XVIIe, il a été partiellement détruit en 1943, ce qui a entraîné sa démolition complète, achevée en 1948.

## Histoire
Il est souvent mentionné que la « maison des Tourelles », est construit au milieu du XVIe siècle pour la famille Rhuys. Les rois Henri II, accompagné de son épouse Catherine de Médicis, ainsi que par la suite, leurs fils Charles IX et Henri III y furent hébergés lors de leurs visites. La tradition populaire veut qu'Henri IV y ait signé l'édit de Nantes, bien qu'il soit plus plausible que cet événement se soit déroulé dans le château des ducs de Bretagne.
Cependant, il s'agit d'une confusion, due au fait qu'André Rhuys possédait plusieurs « maisons ». Or, il ne demeurait pas à la « maison des Tourelles », mais dans une autre bâtisse, ayant appartenu à Julien Motay, à l'angle de l'actuelle place de la Bourse et d'une ruelle qui prendra par la suite le nom de « rue Bouvette » puis celui de passage du Commerce.
Ce n'est donc pas dans la maison des Tourelles que Julien Motay a accueilli Henri II et Catherine de Médicis le 12 juillet 1551, et qu'André Rhuys a eu à sa table Charles IX en 1565, puis Henri III (qui n'était alors pas roi de France mais souverain de Pologne) en 1573. En 1598, année de la promulgation de l'Édit de Nantes, André Rhuys était mort (depuis 18 ans), et rien n'indique qu'Henri IV soit venu à La Fosse, ni précisément dans cette demeure.
L'apparence caractéristique de la « maison des Tourelles », avec ses deux tours latérales, n'est attestée qu'à partir d'environ 1670 (elle apparaît sur un dessin d'époque). Aucune mention écrite ou graphique n'en est faite avant 1650. C'est probablement Étienne Grilleau, sieur de Chézine, échevin de Nantes en 1666, sous-maire en 1667, juge-consul en 1669 et directeur de la compagnie des Indes, qui l'a fait reconstruire sous sa forme définitive. Son fils, Pierre Grilleau, en hérite en 1678, puis le marchand Michel de Moyrie en 1694, puis Joachim Descazeaux du Hallay. La demeure est alors louée au maire René Darquistade et à Mathurin Bellâbre. En 1740, Pierre-François Descazeaux, fils et héritier de Joachim, vend l'édifice à Nicolas Mercier. Dès lors, on parle de la « maison Mercier ». Elle est ensuite partagée entre plusieurs propriétaires, entre autres les familles Thiercelin, Le Deist et de Kerivalant.
En 1759, un marchand, le sieur Boutant, crée un salon de lecture dans un appartement de la maison des Tourelles. Il s'agit d'un des tout premiers de France. Il compte 125 sociétaires, et entretien un concierge et un bibliothécaire. Caractéristique du siècle des Lumières, ce lieu permet aux adhérents d'accéder à une bibliothèque ou d'assister à la lecture à haute voix des gazettes, dans la « salle des conversations »,. Ce salon de lecture a été représenté sur un dessin d'Antoine Hénon daté de 1763.
La maison figure sur un des premiers daguerréotypes pris à Nantes en 1839.
Entre 1825 et 1856, Antoine-Henry Bonfils achète l'immeuble appartement par appartement. En 1880, son petit-fils, Eugène-Victor Trenchevent, cède à Lucien-Toussaint Réthoré son bien, mentionné sous le nom de « maison des Tourelles ».
Partiellement endommagé lors des bombardements de 1943, le bâtiment n'est pas reconstruit. En 1948, il est décidé d'abattre les derniers pans de murs pour permettre le percement de la rue Maréchal-de-Lattre-de-Tassigny, ouverte en 1953.

## Architecture
La principale caractéristique du bâtiment, qui est à l'origine de son nom, était la présence de deux avancées en forme de tourelle aux deux coins opposés de sa façade.